# Quelle vie de chien !
Pour les articles homonymes, voir The Shaggy Dog.
Pour plus de détails, voir Fiche technique et Distribution.
Quelle vie de chien ! (The Shaggy Dog) est un film américain en noir et blanc produit par les studios Disney, réalisé par Charles Barton, et sorti en 1959. Il est adapté du roman de Felix Salten, Le Chien de Florence (1923).
Tournée avec un petit budget et avec des acteurs récurrents du studio, cette comédie marque une évolution dans les productions Disney, qui reprendront la même recette durant une décennie. Le film est l'un des plus importants succès du studio Disney, et a fait l'objet de plusieurs remakes : Un candidat au poil (1976), une suite The Return of the Shaggy Dog (téléfilm, 1987), un téléfilm, Un chien peut en cacher un autre (1994) et  Raymond (2006)

## Synopsis
La vie très ordinaire d'un jeune garçon d'une petite ville est bouleversée le jour où il se transforme en chien.
Lors de la visite d'un musée, Wilby Daniels renverse un plateau où reposent des bagues anciennes. Alors qu'il tente de les remettre en place, l'une d'elles se glisse dans un pli de son pantalon. De retour chez lui, s'apercevant de son « vol » par maladresse, il se met à lire les inscriptions qui se trouvent sur la bague. Il se retrouve aussitôt transformé en chien. Avec l'aide de son frère « Moochie », mis dans la confidence, il parviendra à mettre un terme à la malédiction et interrompra le travail de malfaiteurs.

## Fiche technique
- Titre original : The Shaggy Dog
- Titre français : Quelle vie de chien!
- Réalisation : Charles Barton, assisté d'Arthur J. Vitarelli
- Scénario : Bill Walsh et Lillie Hayward d'après Le Chien de Florence de Felix Salten (1923)
- Photographie : Edward Colman
- Montage : James Ballas
- Direction artistique : Carroll Clark
- Animation des titres : Thornton Hee, Bill Justice, Xavier Atencio
- Décors : Fred M. MacLean, Emile Kuri
- Costumes : Gertrude Casey, Chuck Keehne
- Maquillage : Pat McNalley
- Coiffure : Ruth Sandifer
- Effets visuels : Eustace Lycett
- Dressage des animaux : William R. Koehler
- Musique : Paul J. Smith
  - Chef d'orchestre : Joseph Mullendore
  - Montage : Evelyn Kennedy
- Son : Robert O. Cook (superviseur), Harry Lindgren (mixeur)
- Production : Bill Walsh (associé)
- Société de production : Walt Disney Productions
- Société de distribution : Buena Vista Film Distribution Company
- Pays d'origine : États-Unis
- Langue : anglais
- Format : noir et blanc
- genre : comédie familiale
- Durée : 104 min
- Dates de sortie : 
  - États-Unis : 19 mars 1959
  - France : 2 décembre 1959 Sauf mention contraire, les informations proviennent des sources suivantes : Leonard Maltin[1], John West[2] et IMDb[3]

## Distribution
- Fred MacMurray : Wilson Daniels
- Jean Hagen : Fredda Daniels
- Tommy Kirk : Wilby Daniels
- Annette Funicello : Allison D'Allessio
- Tim Considine : Buzz Miller
- Kevin Corcoran (VF : Marie-Martine) : Montgomery « Moochie » Daniels
- Cecil Kellaway (VF : Georges Chamarat) : le professeur Plumcutt
- Alexander Scourby : Dr Mikhail Andrassy
- Roberta Shore : Franceska Andrassy
- James Westerfield : l'officier Hanson
- Jacques Aubuchon : Stefano
- Strother Martin : Thurm
- Forrest Lewis : l'officier Kelly
- Ned Wever : le chef du FBI, E.P. Hackett
- Gordon Jones : le capitaine Scanlon
- John Hart : police broadcaster
- Jack Albertson : reporter
- Jim Bannon : Betz, sténographe du FBI
- Mack Williams : agent du FBI
- Paul Frees : psychiatre et narrateur
- Gregg Palmer (non crédité[3]) : agent du FBI

Sauf mention contraire, les informations proviennent des sources suivantes : Leonard Maltin, Dave Smith, John West et IMDb

## Sorties cinéma
Sauf mention contraire, les informations suivantes sont issues de l'Internet Movie Database.
- États-Unis : 19 mars 1959
- Brésil  : 8 juin 1959
- Suède  : 28 septembre 1959
- Danemark  : 19 octobre 1959
- Allemagne de l'Ouest : 20 octobre 1959
- Autriche  : 23 octobre 1959
- Australie  : 26 novembre 1959
- France  : 2 décembre 1959
- Japon  : 11 décembre 1959
- Italie  : 17 décembre 1959
- Hong Kong  : 21 janvier 1960
- Finlande  : 20 janvier 1961

## Origine et production
Ce film est une adaptation du roman Le Chien de Florence (Der Hund von Florenz), un roman de Felix Salten, l'auteur de Bambi, l'histoire d'une vie dans les bois que les studios Disney avaient adapté au cinéma en 1942 sous le titre Bambi. Walt Disney propose au scénariste Bill Walsh d'adapter ce second roman. Bill Walsh estime que l'histoire est difficilement adaptable à cause de la période dans laquelle évolue l’intrigue (la Renaissance italienne) et des nombreux éléments mystiques. Il propose alors une version modernisée avec, pour acteur, Tommy Kirk, la vedette de l'émission pour la jeunesse The Mickey Mouse Club. Disney donne son accord. Initialement le projet devait s'orienter vers une série télévisée afin de répondre au besoin du contrat avec American Broadcasting Company,. Walt Disney et son directeur de production Donn Tatum rencontrent donc Jim Aubrey de la chaîne ABC pour présenter le projet avec Tommy Kirk, mais Jim Aubrey quitte la réunion dès le début et le reste de son équipe n'est pas intéressée. Au bout d'une demi-heure, Walt, contrarié, quitte à son tour la réunion et convoque une réunion en interne pour établir le scénario d'un film. Bill Walsh a expliqué que, pour faire valider ses scénarios et forcer un peu la main à Walt Disney, il avait ajouté des facettes de la personnalité de son patron dans les personnages principaux, comme le père dans Quelle vie de chien ! ou le professeur dans Monte là-d'ssus.
Quelle vie de chien ! est la première comédie en prise de vues réelles du studio Disney, mais avec un budget de moins d'un million de dollars, d'ou le choix d'un tournage en noir et blanc pour réduire les coûts. La réalisation du film est confiée à Charles Barton, qui a réalisé de nombre de films et séries télévisées dont The Amos 'n Andy Show et le populaire Zorro. Le studio a confirmé par la suite que le film devait être un téléfilm ou une série du genre comédie de situation. Outre Tommy Kirk, deux autres acteurs de l'émission The Mickey Mouse Club sont embauchés dans le film : Annette Funicello et Kevin Corcoran.
Le principal ressort du film réside dans les scènes comiques avec le chien quand il réalise des actions humaines comme se brosser les dents ou porter un pyjama. Arthur J. Vitarelli explique que cette première comédie fantastique utilise beaucoup moins d'effets spéciaux que les productions Disney suivantes. Ainsi, pour le chien, un garçonnet enfilait simplement un costume de chien et simulait ; cependant ce n'était pas réaliste car la fourrure ne respirait pas. Pour les autres scènes, trois chiens ont été utilisés : un principal nommé Sam et deux doublures, mais Sam était assez doué et docile pour tourner la grande majorité des scènes.
La scène la plus complexe fut celle où le chien conduit une voiture : il a fallu installer le chien et le cascadeur Carey Loftin. Ce dernier était caché sous le tableau de bord ; un trou dans le capot lui permettait de voir la route. Pour les scènes de nuit, une lumière était placée devant la voiture et le cascadeur devait la suivre, s'aidant parfois des poteaux électriques pour rester sur la route. Afin que le chien garde les pattes sur le volant, l'équipe a confectionné des gants en fourrure qui s'attachaient au volant.
Le tournage du film presque fini, Walt Disney stoppe la production pour revoir le scénario. Quelques semaines plus tard, le tournage reprend et selon Vitarelli les problèmes étaient résolus.

## Sortie et accueil
Le film a récolté neuf millions de dollars américains avec un prix de place normal, alors que le long métrage d'animation La Belle au bois dormant (1959) avec son budget de six millions, n'a récolté que 5,3 millions, et que dans certaines villes les places étaient comparables à celles d'un concert. Dave Smith annonce douze millions de dollars US.
Le film est devenu l'un des succès commerciaux du studio Disney avec plus de huit millions d'USD lors de sa sortie initiale. Quelle vie de chien ! fait partie des nombreux films scénarisés par Bill Walsh pour le studio Disney à avoir été des succès commerciaux et populaires dans les années 1960, parmi lesquels : Monte là-d'ssus (1961), Après lui, le déluge (1963), Mary Poppins (1964), L'Espion aux pattes de velours (1965) et Lieutenant Robinson Crusoé (1966).
D'après le magazine Time, le film est « raconté d'un point de vue trop canin, tellement qu'il envoie le film à la niche. » Pour John West, le film est réjouissant mais un peu léger. Le magazine Variety salue la prestation de l'acteur Fred MacMurray, pour lequel c'était là un retour à la comédie après en avoir été une des stars dans les années 1930 avant de passer au genre western. Bosley Crowther, lui, considère la scène avec le psychiatre de la police comme un emprunt au film Harvey (1950) avec James Stewart dans le rôle-titre. C'est le premier film Disney dans lequel tourne Fred MacMurray. Ce rôle relance sa carrière à la fois au cinéma mais aussi, comme le fait remarquer Bill Walsh, à la télévision : Fred MacMurray a en effet joué à partir de 1960 dans la série télévisée Mes trois fils, laquelle reprend le même chien et les mêmes enfants, à l'exception qu'aucune maison ne lui tombe sur la tête.
Annette Funicello a participé à plusieurs films dont Babes in Toyland (1961), Les Mésaventures de Merlin Jones (1964) et Un neveu studieux (1965). La série diffusée sur ABC a duré jusqu'en 1972.
Le film ressort au cinéma en 1967. Il fait aussi l'objet d'une nouvelle adaptation nommée Un candidat au poil (The Shaggy D.A.) en 1976 et de deux remakes télévisés en 1988 et 1989 avec en vedette Harry Anderson (en). Un chien peut en cacher un autre, un remake en téléfilm de deux heures avec quelques modifications du scénario, a été diffusé sur ABC le 12 novembre 1994 avec comme acteurs Scott Weinger, Ed Begley Jr. et Jordan Blake.
Le film a été diffusé dans l'émission The Wonderful World of Disney le 29 janvier 1978 sur NBC.

## Analyse
Quelle vie de chien ! est un film en prise de vue réelle né de la diversification du studio Disney. Le très bon résultat financier du film a profondément modifié le panel de production du studio Disney dans les années qui suivirent sa sortie. C'est une comédie légère avec un scénario très mince mais rehaussé de rebondissements et de séquences comiques qui n'ont pas grand choses à voir avec le film. Le film possède un rythme rapide et entraînant mais ne pousse pas au rire. Le scénario, une comédie familiale, a permis d'attirer de nombreux enfants et adultes dans les salles, et marque pour Disney la naissance d'une formule. Steven Watts explique que le scénario du film avec ses espions est un indice que la politique internationale de l'époque influe sur les productions du studio. Selon Dave Smith, Quelle vie de chien ! est l'une des plus importantes et inattendues étapes dans l'histoire de Disney. Pour Steven Watts, Quelle vie de chien ! est un exemple de film qui illustre de façon spectaculaire l'emprise extraordinaire de Disney sur son public. L'histoire adaptée par Bill Walsh d'un roman de Felix Salten aurait pu être adaptée en dessin animé dans les premières années du studio mais a été traduite dans un nouveau format. Le film marque une évolution des productions du studio Disney vers les comédies à budget modéré attirant le public avec de l'humour et reprenant souvent les mêmes acteurs (Tommy Kirk et Fred MacMurray), mais dénigrées par les critiques. Il utilise aussi des thèmes sociaux qui renforcent les liens entre Disney et son public, Quelle vie de chien ! étant un [énième] film familial avec un peu de moralisme.
Pour Christopher Finch, Quelle vie de chien ! est la première comédie loufoque du studio. C'est aussi le premier film Disney avec Fred MacMurray. Maltin note que le personnage de père de famille est présenté comme un postier, mais il n'est jamais montré à son travail.
Maltin et Finch indiquent que la comédie familiale associée à l'acteur Fred MacMurray est devenue une recette déclinée dans plusieurs productions du studio : même Forrest Lewis, le policier de Quelle vie de chien ! a été réengagé au côté de MacMurray dans Monte là-d'ssus (1961) et les deux films ont été ressortis ensemble en 1967,. C'est aussi le cas de l'actrice britannique Hayley Mills.
Donn Tatum a rencontré Jim Aubrey quelques années plus tard et lui a expliqué que son départ de la réunion est à l'origine de la production du film Quelle vie de chien ! mais aussi de Monte là-d'ssus (1961) et sa suite Après lui, le déluge (1963), de leurs succès et leurs importants bénéfices.

## Adaptations
- 1976 : Un candidat au poil, film américain
- 1987 : The Return of the Shaggy Dog (téléfilm, 1987), une suite
- 1994 : Un chien peut en cacher un autre, téléfilm américain
- 2006 : Raymond, film américain